# Saraland (Alabama)
Saraland es una ciudad ubicada en el condado de Mobile en el estado estadounidense de Alabama. En el censo de 2000, su población era de 12 288.

## Demografía
En el 2000 la renta per cápita promedia del hogar era de $38,318, y el ingreso promedio para una familia era de $43,471. El ingreso per cápita para la localidad era de $19,470. Los hombres tenían un ingreso per cápita de $35,431 contra $22,787 para las mujeres.

## Geografía
Saraland se encuentra ubicada en las coordenadas 30°49′31″N 88°5′31″O / 30.82528, -88.09194 (30.825186, -88.091932).
Según la Oficina del Censo de los EE. UU., la ciudad tiene un área total de 22.01 millas cuadradas (57.01 km²).